# فوکر سی.۱۱
فوکر سی. ۱۱ (به انگلیسی: Fokker C.XI) یک هواگرد ساختِ کارخانهٔ فوکر در کشور هلند است. نخستین استفاده‌کنندهٔ این هواگرد نیروی هوایی سلطنتی هلند بوده‌است. این هواگرد برای نخستین بار در ۱۹۳۵ میلادی مورد استفاده قرار گرفت.